# Provincia di Marinduque
Marinduque è una provincia delle Filippine nella regione del Mimaropa.
Il capoluogo provinciale è Boac.

## Geografia antropica

### Suddivisioni amministrative
La provincia di Marinduque è divisa in 6 municipalità:
- Boac
- Buenavista
- Gasan
- Mogpog
- Santa Cruz
- Torrijos